# Diana Palijska
Diana Bonewa Palijska (bulgarisch Диана Бонева Палийска; * 20. August 1966 in Plowdiw) ist eine ehemalige bulgarische Kanutin.

## Karriere
Diana Palijska gewann 1986 in Montreal bei den Weltmeisterschaften ihre erste internationale Medaille, als sie im Zweier-Kajak über 500 Meter mit Wanja Geschewa den zweiten Platz belegte.
Zwei Jahre darauf trat sie bei den Olympischen Spielen 1988 in Seoul in zwei Wettkämpfen an. Sie qualifizierte sich im Zweier-Kajak mit Wanja Geschewa auf der 500-Meter-Strecke in 1:44,52 Minuten als Erste im Vorlauf für die Halbfinalläufe, die sie mit 1:52,48 Minuten auf dem zweiten Platz des zweiten Laufs beendete. Im Endlauf überquerten die beiden nach 1:44,06 Minuten mit sechs Zehntel Sekunden Rückstand hinter Birgit Fischer und Anke Nothnagel aus Deutschland die Ziellinie und sicherten sich mit zwei Sekunden Vorsprung auf die Niederländerinnen Annemiek Derckx und Annemarie Cox die Silbermedaille. Mit dem Vierer-Kajak zog Palijska nach Platz zwei im Vorlauf direkt ins Finale ein. In einer Rennzeit von 1:42,62 Minuten belegte der bulgarische Vierer in diesem hinter der deutschen Mannschaft und dem ungarischen Team den dritten Platz. Neben Palijska und Geschewa gewannen außerdem Ognjana Petrowa und Borislawa Iwanowa die Bronzemedaille.